# يوليوس فريمان
يوليوس فريمان (بالإنجليزية: Julius Freeman)‏ هو طيار أمريكي، ولد في 1927، وتوفي في 22 يوليو 2016.